# Ромареда
41°38′11.73″ пн. ш. 0°54′6.56″ зх. д. / 41.6365917° пн. ш. 0.9018222° зх. д.
Ла Ромареда (ісп. La Romareda) — футбольний стадіон у Сарагосі, Іспанія. Відкритий 8 вересня 1957 року товариським матчем місцевої команди «Реал» проти «Осасуни». У 1982 році приймав матчі Чемпіонату світу з футболу в Іспанії.
Керівництво клубу планувало збудувати новий стадіон, але цю ідею було відкинуто. 17 квітня 2006 року почалися роботи зі збільшення кількості сидячих місць до 43 000, які повинні були завершитися у 2008 році до виставки Сарагоса-Експо. Проте, роботи було припинено, оскільки політична партія PAR подала позов до суду. У PAR вважають, що збільшення стадіону буде невигідним для населення. Суд підтримав позивача.
На стадіоні проходили концерти таких зірок як Тіна Тьорнер, гурту Metallica та Майкла Джексона. Висувався як Олімпійський стадіон у невдалій заявці Хаки на проведення зимових Олімпійських ігор 2014 року.